# Dino Bellasi
Dino Bellasi (* 1960 in Basel) ist ein ehemaliger Schweizer Zöllner und Offizier (Hauptmann). Bekannt wurde er in der Schweiz durch Veruntreuungen in Millionenhöhe, die aufgrund einer behaupteten Beteiligung des Schweizer Nachrichtendienstes internationales Aufsehen erregt haben.

## Leben
Dino Bellasi wuchs in Basel auf und absolvierte eine Ausbildung als Zöllner und als Milizoffizier im Füsilierbataillon 97. Danach wurde er Stabssekretär im Dienstgrad Hauptmann. Ab 1988 arbeitete er beim Schweizer Geheimdienst, wo er Ausbildungskurse organisierte und abrechnete. In dieser Position gelang es ihm, insgesamt 8,9 Millionen Franken zu veruntreuen und damit einen aufwendigen Lebensstil und eine grosse Waffensammlung zu finanzieren. Auch nach seinem Ausscheiden aus dem Dienst 1998 konnte Bellasi weiterhin Geldbeträge abheben. Der Vorgang wurde festgestellt, als im August 1999 die Truppenbuchhaltung überprüft wurde, nachdem Bellasis Nachfolger misstrauisch geworden war. Am 12. August 1999 schaltete sich Carla del Ponte von der schweizerischen Bundesanwaltschaft ein. Dino Bellasi und seine (später entlastete) Ehefrau wurden am Folgetag auf dem Flughafen Zürich verhaftet.
Dino Bellasi belastete zunächst seine Vorgesetzten. Der Geheimdienstchef Peter Regli habe ihn beauftragt, einen von der Regierung unabhängigen «Schattennachrichtendienst» zu finanzieren. Bundesrat Adolf Ogi beschrieb noch am 22. August 1999 die Dimensionen der Affäre «mit den Stichworten Waffenlager, Waffenhandel, organisierte Kriminalität und Geheimarmee» und gab die sofortige Beurlaubung von Regli bekannt. Ende August widerrief Bellasi seine Anschuldigungen; die Ermittlungen gegen Regli und weitere Kader wurden eingestellt. Die von Bundesrat Ogi angeordnete Administrativuntersuchung entlastete und rehabilitierte Regli. Bellasi wurde wegen Betruges, Urkundenfälschung, falscher Anschuldigungen und weiterer Delikte zu sechs Jahren Zuchthausstrafe verurteilt und im August 2003 nach vier Jahren vorzeitig entlassen.